# Клычи
Клычи — деревня в Берёзовском районе Пермского края. Входит в состав Заборьинского сельского поселения.

## Географическое положение
Расположена на левом берегу реки Шаква (правый приток реки Сылва), к юго-западу от райцентра, села Берёзовка.

## Население
| 2010 |
| ---- |
| 180  |

## Улицы
- Береговая ул.
- Центральная ул.
- Школьная ул.

## Топографические карты
- Лист карты O-40-91 Усть-кишерть. Масштаб: 1 : 100 000. Состояние местности на 1980 год. Издание 1987 г.